# عقوبة الفقر
عقوبة الفقر (بالإنجليزية: Poverty penalty)‏ هي الظاهرة المتمثلة في أن الفقراء يحتاجون إلى دفع المزيد من المال أكثر مما يدفعه الأغنياء عادة من أجل الأكل والشراء والاقتراض. أصبح المصطلح معروفًا على نطاق واسع من خلال كتاب "الثروة في أسفل الهرم (بالإنجليزية: The Fortune at the Bottom of the Pyramid)‏" الذي أصدره كويمباتور كريشناراو براهلاد في عام 2005.
كان استكشافًا سابقًا لهذا هو دراسة علم الاجتماع في الستينيات التي نُشرت تحت عنوان" الفقراء يدفعون أكثر (بالإنجليزية: The Poor Pay More)‏" والتي درست الطرق التي تسمح بها أنماط البيع بالتجزئة.
والتي ساهمت في جني مزيد من الأرباح لصالح تجار التجزئة الهامشيين أمثال الباعة المتجولين، وأصحاب الإقراض المفترس وأصحاب اتفاقيات الائتمان بالتقسيط من المشترين ذوي الدخل المنخفض، مع خيارات أقل وعادات استهلاكية أقل تطوراً.